# فسندوز
فسندوز، مرکز دهستان فسندوز و روستایی از توابع بخش فیروزآباد شهرستان چهاربرج در استان آذربایجان غربی ایران است.

## جمعیت
این روستا در دهستان فسندوز قرار دارد و براساس سرشماری عمومی نفوس و مسکن در سال ۱۳۹۵، جمعیت آن برابر با ۲،۴۶۱ نفر (۷۲۶ خانوار) بوده‌است.